# Mello
Mello (メロ Mero?), cuyo verdadero nombre es Mihael Keehl (ミハエル・ケール Mihaeru Kēru?), es un personaje ficticio perteneciente a la serie de manga Death Note, de Tsugumi Ōba y Takeshi Obata. 
Mello fue introducido como uno de los dos potenciales candidatos al puesto de L junto con Near, ambos criados en Wammy's House, el orfanato fundado por Watari. Cuando les proponen que trabajen juntos para atrapar al asesino apodado «Kira», Mello rechaza la idea, señalando la mala relación que tienen y el hecho de que, a diferencia de él, Near no es impulsivo —según los autores, esto y su obsesión por superar a Near lo llevó a padecer complejo de inferioridad—. Tras esto, abandona el orfanato y más tarde se une a la mafia, con el fin de atrapar a Kira por sí mismo. Para ello secuestra al director de la policía japonesa y luego a Sayu Yagami, obteniendo un Death Note como resultado. Es el responsable de la muerte de muchos agentes del «SPK» y además de la muerte de Sōichiro Yagami, al activar una bomba que dejó a ambos malheridos. Más adelante, Mello junto a su amigo Matt secuestran a Kiyomi Takada una vez que se entera de su relación con Kira. Similar a la afición de L por los dulces, Mello se ve a menudo comiendo barras de chocolate, incluso cuando está hablando.
A pesar de ser uno de los personajes principales con menos participación en la historia, Mello ha aparecido en otros medios de la serie, tales como videojuegos y una novela ligera. Mello ha sido considerado como «la parte ocasionalmente emocional» de L. Numerosas piezas de mercancía han sido lanzadas con semejanza a Mello, incluyendo muñecos de felpa y figuras de acción. En la adaptación al anime de Death Note la voz en japonés de Mello fue interpretada por el seiyū Nozomu Sasaki, mientras que su versión hispanoamericana fue interpretada por Javier Olguín y en España por Manuel Gimenio.

## Creación y concepción
El escritor Tsugumi Ōba señaló que introdujo a Mello y Near juntos porque L no pudo atrapar a Kira individualmente y sintió que la introducción de un solo personaje nuevo daría como resultado una repetición de la lucha entre L y Light. Por eso desarrolló una historia con tres contrincantes combatiendo entre ellos. También dijo que decidir su edad «fue un problema» e incluso consideró que fuera hijo de L, pero descartó dicha idea. Añadió que su personalidad no fue desarrollada desde el comienzo, para que el personaje mismo la revelase sobre la base de sus acciones. El escritor añadió la adicción al chocolate porque «representa los dulces» y que ese rasgo encaja con la historia en los Estados Unidos. Ōba incorporó la cicatriz al rostro de Mello porque el rasgo causaría «mayor impacto visual» y añadió que la idea de Mello derrotando a Light y al número uno de la Wammy's House —Near— le atraía, pero una vez Mello «supo demasiado sobre la Death Note» tuvo que matarlo para «mantener la intensidad de la historia».
Ōba le encargó el diseño al artista Takeshi Obata solicitándole que «se pareciera algo a L». El dibujante aclaró que, desde que Ōba buscó «incluir un poco de L» en Mello y Near, intentó mantener la «mirada de muerto» en dichos personajes. Obata sintió la necesidad de hacer a ambos muy parecidos a L. Cuando escuchó por primera vez acerca de Mello y Near, supuso que estos se unirían a L como un equipo y trabajarían juntos, por lo que pensó en gemelos cuando creó el diseño preliminar de los personajes. En un comienzo trató de representar a Mello «más alegre que Near». A Obata le agradó que Ōba añadiera la cicatriz de Mello a la historia, ya que le permitía dibujar a Mello «de forma más impactante». El dibujante diseñó la ropa de Mello como a él le gusta, es decir, ropa que le gusta dibujar y no que le gusta vestir. Obata aclaró que los diseños de ambos personajes fueron intercambiados; al final Mello tenía el diseño de Near y viceversa. Esto se debe a que su editor escribió mal las etiquetas de los nombres, y añadió que originalmente Mello era «más calmado y femenino». A pesar de esto, el dibujante sintió que es mejor que el error ocurriera.

## Apariciones

### EnDeath Note
Mello creció junto a Near y otros huérfanos en Wammy's House, un orfanato para niños superdotados, siendo uno de los dos potenciales candidatos a la sucesión de L —el mejor detective del mundo—. Cuando se entera repentinamente de la muerte de este último, le proponen trabajar junto a Near para atrapar al asesino de L, «Kira», pero la rechaza enseguida señalando la mala relación que tienen y el hecho de que, a diferencia de él, Near no es impulsivo. Inmediatamente después de esto, abandona el orfanato con la edad de 15 años y luego se une a la mafia, ya que ambos tenían el objetivo en común de acabar con Kira. Para demostrarles su habilidad, Mello asesina al jefe de la mafia, a quien ni siquiera Kira había podido matar. Mello, que conoce la existencia del Death Note y que este se encuentra en las manos de la policía japonesa, secuestra al Director de la policía con el fin de obtenerlo. Su plan falla debido a que Kira obliga al Director a suicidarse, pero luego secuestra a Sayu Yagami, la hija de Soichiro Yagami, con la misma intención, aunque esta vez cumple con su objetivo. Una vez conseguida la libreta, Mello engaña a la policía haciéndole pensar que la Death Note estaba siendo transportada a través de helicóptero, pero en realidad había sido lanzada en un misil, ya que éste era lo suficientemente rápido para que no lo siguieran. Una vez el misil explota en medio del desierto y Mello burla a la policía, sus secuaces recogen la Death Note para empezar a utilizarla.

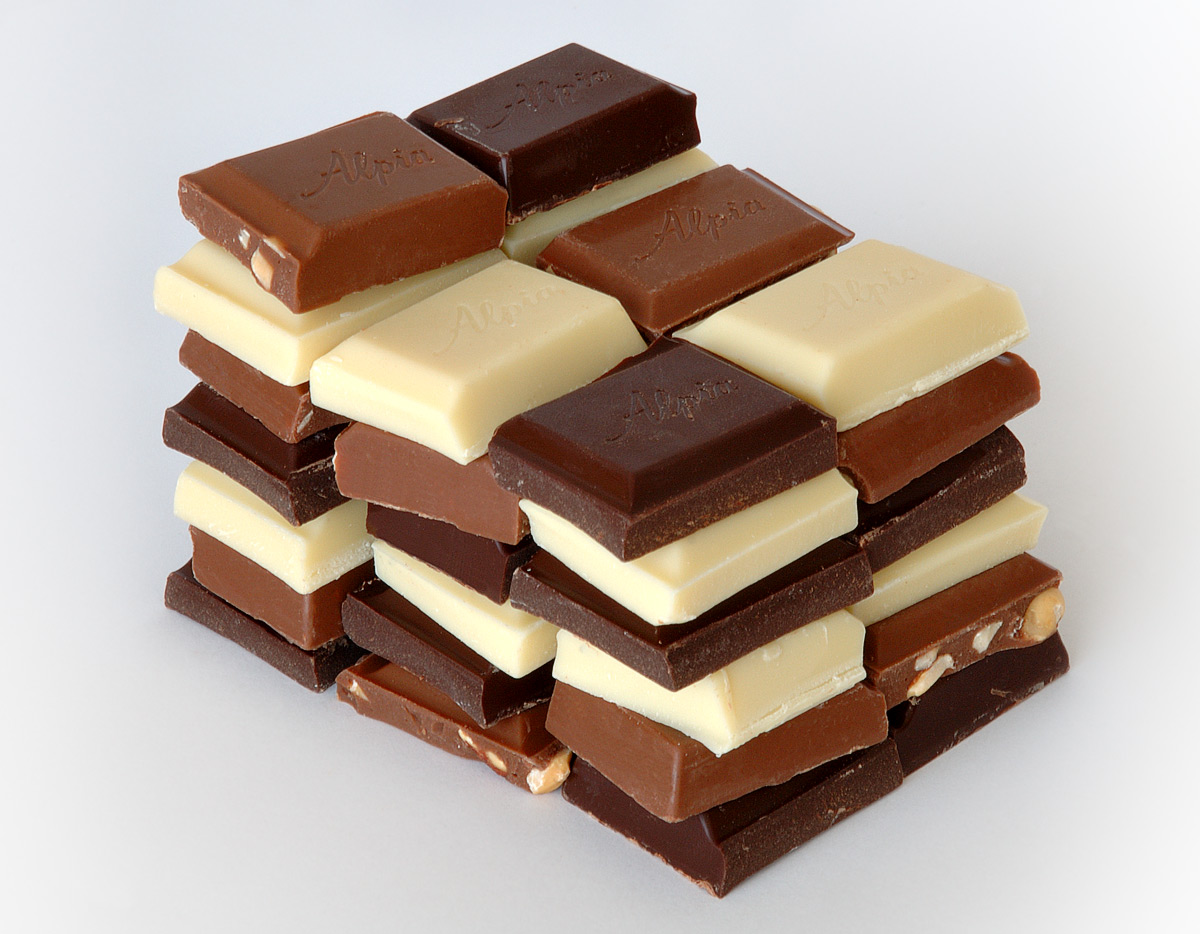
Mello se caracteriza por su adicción al chocolate, así como L a los dulces y Near a los juguetes.

Luego de experimentar con la Death Note y comprobar su habilidad, Mello amenaza al Presidente de los Estados Unidos para que éste le provea información acerca del SPK —una organización destinada a atrapar a Kira— y otras cosas a cambio de seguridad para la población de su país. Sin embargo, Light descubre la ubicación de la guarida de Mello a través de Misa, ya que ésta utilizó los ojos de shinigami para descubrir la identidad de uno de los cómplices de Mello y así encontrar su escondite. El resultado indirecto de esto es que Mello conoce al propietario original de la Death Note, un shinigami llamado Sidoh, quien le revela —a cambios de algunos chocolates— que las dos reglas del Death Note que Light hizo a Ryuk escribir para engañar a L son falsas, por lo que Mello idea la teoría de que Kira probablemente utilizó esas reglas para engañar a la policía japonesa haciéndoles pensar que era inocente. Además, ambos hacen un trato; Sidoh evitaría que cualquier persona entrase a la guarida de Mello a cambio de recuperar lo que le pertenece.
Con el fin de recuperar la Death Note, el escuadrón de la policía japonesa, liderado por Soichiro Yagami, es enviado a irrumpir en la guarida de Mello, dejándolo cara a cara con el padre de Light. Antes de que su nombre fuera escrito completamente en la Death Note, Mello activa una bomba que los deja malherido a él y Soichiro. Aunque recuperan la Death Note, Soichiro muere a causa de un tiroteo y Mello sufre una cicatriz en la cara. Más tarde, Mello reaparece amenazando a la agente de la CIA Halle Lidner para que lo guíe a la base del SPK y, por ende, a Near, con el fin de recuperar una fotografía de él mismo. Antes de irse de la base, Mello le habla a Near acerca de Sidoh y las reglas falsas, lo que acrecienta la sospecha de Near sobre Light. Ambos se despiden, no sin antes recordarse mutuamente que están en una carrera por atrapar a Kira. Con la excusa de querer conocer a Mogi, Mello lo llama por teléfono móvil para que ambos se reúnan en cierto lugar. En realidad, Mello quería que él y Near se conocieran e intercambien palabras, además para que respondiera ciertas dudas con respecto a Kira. Con base en estas respuestas, Mello concluye que Kira se encuentra entre la policía japonesa y que la «regla de los trece días» es irrefutablemente falsa.
Con el objetivo de recuperar una vez más la Death Note y atrapar a Kira, Mello envía a su amigo Matt a vigilar a Misa Amane, sospechando que ella es el segundo Kira. Después de enterarse de que Light es Kira y Near trataría de atraparlo en la fecha de reunión que estableció, Mello junto a Matt secuestran a Kiyomi Takada, la portavoz de Kira. Para ello, Matt lanza una bomba de humo simulando un ataque y Mello, conduciendo una motocicleta y usando un casco, se ofrece para escoltar a Takada. En medio de la confusión, Takada acepta pero luego se da cuenta de su identidad. Mello obliga a Takada a desvestirse para asegurarse de que no lleva un rastreador en la ropa. Sin embargo, Takada escribió su nombre en un trozo de Death Note que Light le dio, ya que pudo ver su rostro al quitarse el casco que tenía. Matt muere abaleado por los guardaespaldas de Takada, y Mello muere de un paro cardíaco, el 26 de enero de 2010. No obstante sus acciones tuvieron consecuencias ya que gracias a ello, Near supo que la Death Note que vigilaban era falsa y esto pudo facilitar la tarea de desenmascarar al verdadero Kira. Al final del manga, Near le rinde homenaje a su compañero fallecido comiendo una barra de chocolate en su honor.

### En otros medios
Mello aparece como el narrador de la novela ligera de Nishio Ishin llamada «Death Note: Another Note - El caso del asesino en serie BB de Los Ángeles» (アナザーノート — ロサンゼルスBB連続殺人事件?). La novela se enfoca en cómo trabaja L con la exagente del FBI, Naomi Misora, en el caso del asesino en serie de Los Ángeles, B.B. También aparece, junto a Near, como un personaje con el que se puede jugar en el videojuego para Nintendo DS basado en la serie «Death Note: L o Tsugurumono» (デスノート- Lを継ぐ者 Desu Nōto - Eru o Tsugumono?)  y en el videojuego de Nintendo Jump Ultimate Stars, un juego de lucha con una gran cantidad de personajes de mangas publicados por Shōnen Jump.

## Recepción
Numerosas piezas de mercancía han sido lanzadas a la venta con semejanza a Mello, incluyendo muñecos de felpa y figuras de acción.[cita requerida] Por otra parte, diversas publicaciones de manga, anime y otros medios relacionados han hecho comentarios acerca de Mello. Julie Rosato de Mania Entertainment se refirió a la introducción de los dos personajes —Mello y Near— comentando que «enfocarse» en ambos produce un «choque de actitudes» y «difíciles transiciones». Theron Martin de Anime News Network consideró a Mello como la parte «adicta a la comida chatarra» y la «ocasionalmente emocional» de L; Briana Lawrence expuso que, tanto Mello como Near, pudieron ser «mejores personajes» si no hubieran sido tratados como «dos mitades diferentes de L» y sí de forma individual; y Casey Brienza se refirió a su participación como el narrador de la novela Death Note: Another Note - El caso del asesino en serie BB de Los Ángeles, diciendo que «su presencia hace las cosas un poco más jadeantes en algunos lugares y demasiado autoconsciente en otros». Tom S. Pepirium de IGN comentó acerca de la muerte del personaje, sintiendo que, como uno de los discípulos de L, «merecía más».